# Barbara Frost
Pour les articles homonymes, voir Frost.
Barbara Frost, née à New York en 1903 et morte en 1985 à Brookville, en Pennsylvanie, est un auteur américain de roman policier.

## Biographie
Épouse de John J. Shively (1896-1983), elle est responsable pendant plusieurs années du département de la publicité de l'éditeur américain J.B. Lippincott & Co. (en).
C'est chez son employeur qu'elle fait paraître quatre romans policiers entre 1947 et 1955. Trois d'entre eux ont pour personnage récurrent Marka de Lancey, une attorney de Manhattan qui a la charge de mener à bien des enquêtes criminelles dans le cadre de ses fonctions. Il s'agit de la tout première héroïne à occuper ce poste dans l'histoire de la littérature policière américaine. Dans The Corpse Died Twice (1951), Marka de Lancey est contactée par un certain Jerome Carrigan qui veut qu'elle découvre l'identité du farceur macabre qui a publié dans un journal une notice nécrologique à son nom alors qu'il est bien vivant. Surchargée de travail, l'attorney repousse cette demande. Or, peu après, le corps sans vie de Carrigan est retrouvé dans un bain turc de Coney Island dans des circonstances suspectes. Avec l'aide du fidèle lieutenant Jeff McCrae du service des homicides de New York, Marka de Lancey doit maintenant s'atteler à faire toute la lumière sur le mystère de cet homme mort deux fois.

## Œuvre

### Romans

#### SérieMarka de Lancey
- The Corpse Said No (1949)
- The Corpse Died Twice (1951)
- Innocent Bystander (1955) Publié en français sous le titre Le spectateur est innocent, Paris, Librairie des Champs-Élysées, Le Masque no 806, 1963

#### Autre roman policier
- The Unwelcome Corpse (1947)

## Sources
- Jacques Baudou et Jean-Jacques Schleret, Le Vrai Visage du Masque, vol. 1, Paris, Futuropolis, 1984, 476 p. (OCLC 311506692), p. 212.